# Job van Uitert
Job van Uitert, född den 10 oktober 1998 i Dongen är en nederländsk racerförare.